# 1047 (szám)
Az 1047 (római számmal: MXLVII) az 1046 és 1048 között található természetes szám.

## A szám a matematikában
A tízes számrendszerbeli 1047-es a kettes számrendszerben 10000010111, a nyolcas számrendszerben 2027, a tizenhatos számrendszerben 417 alakban írható fel.
Az 1047 páratlan szám, összetett szám, félprím. Kanonikus alakja 31 · 3491, normálalakban az 1,047 · 103 szorzattal írható fel. Négy osztója van a természetes számok halmazán, ezek növekvő sorrendben: 1, 3, 349 és 1047.
Az 1047 tizenkilenc szám valódiosztó-összegeként áll elő, ezek közül legkisebb az 1449.

## Csillagászat
- 1047 Geisha kisbolygó